# Лангенфельд (Рейнланд)
Лангенфельд (нім. Langenfeld) — місто в Німеччині, знаходиться в землі Північний Рейн-Вестфалія. Підпорядковується адміністративному округу Дюссельдорф. Входить до складу району Меттман.
Площа — 41,15 км2. Населення становить 59 112 ос. (станом на 31 грудня 2020).